# Романов Ернст Іванович
Е́рнст Іва́нович Рома́нов (рос. Эрнст Ива́нович Рома́нов; 9 квітня 1936, Сєров, Свердловська область, РРФСР — 25 лютого 2024) — радянський і російський актор. Лауреат Державної премії СРСР (1980). Заслужений артист РСФСР (1983). Народний артист Російської Федерації (1994).

## Життєпис
Закінчив Державний інститут театрального мистецтва (1957) в Москві. Працював у театрах Ростова-на-Дону, Рязані, Таллінна, Риги, Ленінграда.
Працював в театрах — Російському театрі Естонії (1960—1968), Балтійському (1969—1971), Александринському (1971—1974).
Дружина — заслужена артистка Росії Лейла Кіракосян.

## Вибрана фільмографія
- «Крах інженера Гаріна» (1973, Олексій Семенович Хлинов)
- «Моя Кармен» (1976, фільм-опера)
- «Три непогожих дня» (1978, Юрій Петрович Бєляєв)
- «Як я був вундеркіндом» (1983)
- «Дитячий патруль» (1984)
- «Фотографія на пам'ять» (1985, Олександр Михайлович Нестеров)
- «Кроки імператора» (1991, Нелединський-Мелецький)
- «Білі одежі» (1992)

В фільмах українських кіностудій:
- «Червоні дипкур'єри» (1972, Тугарін)
- «Розколоте небо» (1979)
- «Смак хліба» (1979, агроном)
- «Скарбничка» (1980, т/ф, 2 с, Бенжамен)
- «Повернення Баттерфляй» (1982, Висоцький)
- «Звинувачення» (1984, Маслов)
- «Подвиг Одеси» (1985, 2 с, Колибанов)
- «В одне єдине життя» (1986)
- «Кармелюк» (1985—1986, т/ф, 4 а)
- «Данило — князь Галицький» (1987, Бела IV)
- «Бич Божий» (1988, директор школи)
- «Любов до ближнього» (1988)
- «Легкі кроки» (1989, т/ф), «Любов до ближнього» (1989, т/ф)
- «Ім'я твоє» (1989, Опанас Іванович, балетмейстер)
- «Імітатор»
- «Гамбрінус» (1990, чиновник)
- «Погань» (1990)
- «Ніагара»
- «Екстрасенс» (1991)
- «Гра всерйоз» (1992)
- «Запах осені» (1993) та ін.